# Бітімка
Бі́тімка (рос. Битимка) — село у складі Первоуральського міського округу Свердловської області.
Населення — 1370 осіб (2010, 1412 у 2002).
Національний склад станом на 2002 рік: росіяни — 82 %.